# Toxorhina (Toxorhina) cuthbertsoni
Toxorhina (Toxorhina) cuthbertsoni is een tweevleugelige uit de familie steltmuggen (Limoniidae). De soort komt voor in het Afrotropisch gebied.